# Берізківська сільська рада
Берізківська сільська́ ра́да — колишній орган місцевого самоврядування у Кривоозерському районі Миколаївської області. Адміністративний центр — село Берізки.

## Загальні відомості
- Населення ради: 1 280 осіб (станом на 2001 рік)

## Населені пункти
Сільській раді були підпорядковані населені пункти:
- с. Берізки

## Склад ради
Рада складалася з 16 депутатів та голови.
- Голова ради:
- Секретар ради: Бермас Тетяна Іванівна

### Керівний склад попередніх скликань
| Прізвище, ім'я, по батькові      | Основні відомості                                                                       | Дата обрання | Дата звільнення |
| -------------------------------- | --------------------------------------------------------------------------------------- | ------------ | --------------- |
| Лісніченко Володимир Іванович    | Сільський голова, 1960 року народження, член Комуністичної партії України               | 26.03.2006   | 11.04.2008      |
| Свідерський Сергій Володимирович | Сільський голова, 1965 року народження, безпартійний                                    | 30.11.2008   | 31.10.2010      |
| Данильчук Людмила Станіславівна  | Сільський голова, 1964 року народження, освіта середня спеціальна, член Партії регіонів | 31.10.2010   | 07.11.2014      |

Примітка: таблиця складена за даними сайту Верховної Ради України